# Liste der Baudenkmäler in Sünching
Auf dieser Seite sind die Baudenkmäler in der Oberpfälzer Gemeinde Sünching zusammengestellt. Diese Tabelle ist eine Teilliste der Liste der Baudenkmäler in Bayern. Grundlage ist die Bayerische Denkmalliste, die auf Basis des Bayerischen Denkmalschutzgesetzes vom 1. Oktober 1973 erstmals erstellt wurde und seither durch das Bayerische Landesamt für Denkmalpflege geführt wird. Die folgenden Angaben ersetzen nicht die rechtsverbindliche Auskunft der Denkmalschutzbehörde.

## Baudenkmäler nach Ortsteilen

### Sünching
| Lage                            | Objekt                                 | Beschreibung | Akten-Nr.    | Bild                                  |
| ------------------------------- | -------------------------------------- | --- | ------------ | ------------------------------------- |
| Am Hardt 21 (Standort)          | Sommerkeller, Kellerhaus               | eingeschossiger Walmdachbau mit Zwerchflügel, 18. Jahrhundert | D-3-75-201-1 | weitere Bilder                        |
| Am Hardt 21 (Standort)          | Holzpavillon                           | Achteckbau mit Zeltdach, Anfang 19. Jahrhundert | D-3-75-201-1 | Holzpavillon                          |
| Am Schloss 1 (Standort)         | Hauptgebäude, ehemaliges Wasserschloss | dreigeschossiger Achteckbau um Innenhof mit Eckpilastern, geohrten Rahmungen und Portalen, 1758–61 von François de Cuvilliés dem Älteren; mit Ausstattung. Daneben Schlosskapelle Mariä Himmelfahrt, nach Westen ausgerichtet             | D-3-75-201-4 | weitere Bilder                        |
| Am Schloss 2 (Standort)         | Schlossökonomie                        | eingeschossige Dreiflügelanlage mit Walmdächern, zweigeschossigen Pavillons als Kopfbauten, Dachreiter und Hoftoren, Mitte 18. Jh. | D-3-75-201-4 | Schlossökonomie                       |
| Am Schloss 3 (Standort)         | Ehemalige Brauerei                     | dreigeschossiger Walmdachbau mit Putzgliederungen, Rundbogenstil, um 1860; Remise, eingeschossiger Walmdachbau, Mitte 18. Jahrhundert | D-3-75-201-4 | Ehemalige Brauerei                    |
| Am Schloss 4 (Standort)         | Gärtnerei                              | eingeschossiger Satteldachbau mit Pultdächern, Treppenturm mit Zwiebelhaube und Schweifgiebel, neubarock, um 1900; Parkmauer, mit Pfeilern und Aufsätzen; Schlosstor, zwei Pfeiler mit Aufsätzen; Mitte 18. Jh.                           | D-3-75-201-4 | Gärtnerei                             |
| Am Schloss 5 (Standort)         | Südliche u. nördliche Brücke           | vierjochige Steinbrücke über den ehemaligen Graben, mit Futtermauer; nördliche Brücke, vierjochige Steinbrücke über den ehemaligen Graben; Allee (Staatsstraße 2111, ehemals Kellerweg) vom Kellerhaus zum Schloss; Mitte 18. Jahrhundert | D-3-75-201-4 | Südliche u. nördliche Brücke          |
| Kellerfeld (Standort)           | Wegkapelle                             | offenes Gehäuse mit Satteldach und Halbsäulen, Anfang 19. Jahrhundert | D-3-75-201-9 | Wegkapelle                            |
| Kirchstraße 7 (Standort)        | Pfarrhaus                              | zweigeschossiger und giebelständiger Satteldachbau, 1797 | D-3-75-201-3 | Pfarrhaus                             |
| Kirchstraße 9 (Standort)        | Kath. Pfarrkirche St. Johannes Baptist | Saalbau mit eingezogenem Chor und Westturm mit Spitzdach, Gruft und Kapellenanbauten, um 1700, Turm bezeichnet 1502; mit Ausstattung; Friedhofsmauer mit eingelassenen Grabsteinen, 18./19. Jahrhundert                                   | D-3-75-201-2 | weitere Bilder                        |
| Krankenhausstraße 2 (Standort)  | Ehemalige Hofwirtschaft                | zweigeschossiger und giebelständiger Satteldachbau, 1712. Heute Montessori-Schule | D-3-75-201-5 | Ehemalige Hofwirtschaft               |
| Krankenhausstraße 4 (Standort)  | Wohnhaus                               | zweigeschossiger und giebelständiger Satteldachbau, 18./19. Jahrhundert | D-3-75-201-6 | Wohnhaus                              |
| Krankenhausstraße 6 (Standort)  | Amtshaus, sogenannte Rentenverwaltung  | zweigeschossiger und giebelständiger Satteldachbau mit gesprengtem Giebel. und Wappen, bezeichnet 1705 | D-3-75-201-7 | Amtshaus, sogenannte Rentenverwaltung |
| Krankenhausstraße 43 (Standort) | Kath. Nebenkirche St. Mauritius        | Saalbau mit eingezogenem Chor, Flankenturm mit Zwiebelhaube, Vorzeichen und Pilastergliederung, um 1700; mit Ausstattung | D-3-75-201-8 | Kath. Nebenkirche St. Mauritius       |

### Haidenkofen
| Lage                      | Objekt                        | Beschreibung | Akten-Nr.     | Bild                          |
| ------------------------- | ----------------------------- | --- | ------------- | ----------------------------- |
| Haidenkofen 32 (Standort) | Kath. Nebenkirche St. Ägidius | achteckiger Zentralbau mit Chorturm und Zwiebelhaube, romanisch, Turm mittelalterlich, 1691 barockisiert; mit Ausstattung; Friedhofsmauer, in der Anlage mittelalterlich | D-3-75-201-11 | Kath. Nebenkirche St. Ägidius |
| Haidenkofen 55 (Standort) | Ehemaliges Gasthaus           | zweigeschossiger und giebelständiger Satteldachbau, 19. Jahrhundert | D-3-75-201-10 | Ehemaliges Gasthaus           |
| Wegkapelle (Standort)     | Wegkapelle                    | offenes Gehäuse mit Satteldach, 2. Hälfte 19. Jahrhundert; mit Ausstattung                                                                                               | D-3-75-201-12 | Wegkapelle                    |